# Val d'Anniviers
La Val d'Anniviers è una vallata della Svizzera nel distretto di Sierre nel Vallese. La valle termina nella valle del Rodano a Chippis a sud di Sierre. Il fiume che la bagna porta il nome di Navizence.

## Valli secondarie
All'altezza di Vissoie, la valle si separa in due valloni. Ad ovest la valle di Moiry attraversata dalla Gougra con la località di Grimentz e più a monte il lago di Moiry. Ad est, la Valle di Zinal con la località di Zinal si estende fino ai monti Zinalrothorn e Weisshorn.

## Comuni
La val d'Anniviers è formata da un solo comune, Anniviers, creato il 1º gennaio 2009 dalla fusione dei comuni soppressi di Ayer, Chandolin, Grimentz, Saint-Jean, Saint-Luc e Vissoie.

## Comprensori sciistici
La val d'Anniviers ha quattro comprensori sciistici: Grimentz, Saint-Luc - Chandolin, Vercorin e Zinal.

## Monti

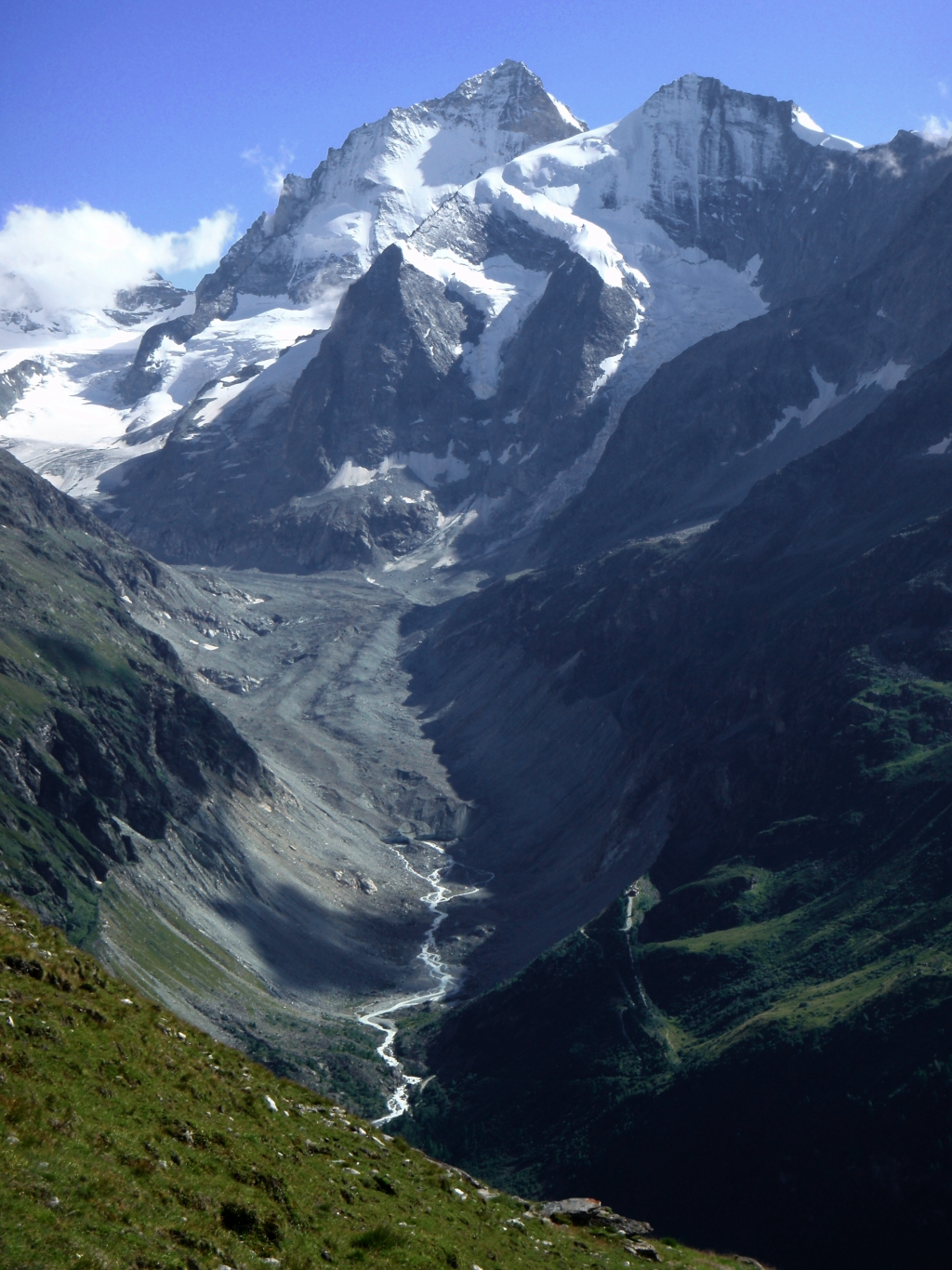
Il fondo della valle di Zinal con la Dent Blanche ed il Grand Cornier.

L'appellativo I cinque 4000 è dato al gruppo formato dai monti: Weisshorn, Zinalrothorn, Obergabelhorn, Cervino e Dent Blanche che sono visibili distintamente e congiuntamente dalla val d'Anniviers.
Un elenco delle montagne che contornano la valle è il seguente:
- Weisshorn - 4.505 m
- Dent Blanche - 4.358 m
- Zinalrothorn - 4.221 m
- Obergabelhorn - 4.063 m
- Schalihorn -3.974 m
- Grand Cornier - 3.962 m
- Wellenkuppe - 3.903 m
- Pointe de Zinal - 3.789 m
- Trifthorn - 3.728 m
- Mont Durand - 3.713 m
- Tête de Milon - 3.693 m
- Monte Besso - 3.667 m
- Punta di Bricola - 3.658 m
- Les Diablons - 3.609 m
- Pointes de Mourti - 3.564 m
- Pigne de la Lé - 3.396 m
- Garde de Bordon - 3.310 m
- Pointe de Moiry - 3.303 m
- Sasseneire - 3.254 m
- Bella Tola - 3.025 m

## Specialità
Ogni seconda domenica di agosto la val d'Anniviers accoglie da tempo la corsa a piedi Sierre-Zinal, anche chiamata: "Corsa dei cinque 4000". I vincitori coprono la distanza dalla città di Sierre a Zinal, in 2h30 circa, dopo aver percorso 31 km di sentieri e circa 2000 metri di dislivello. 
Una specialità viticola della valle è il vino del ghiacciaio.

## Rifugi alpini

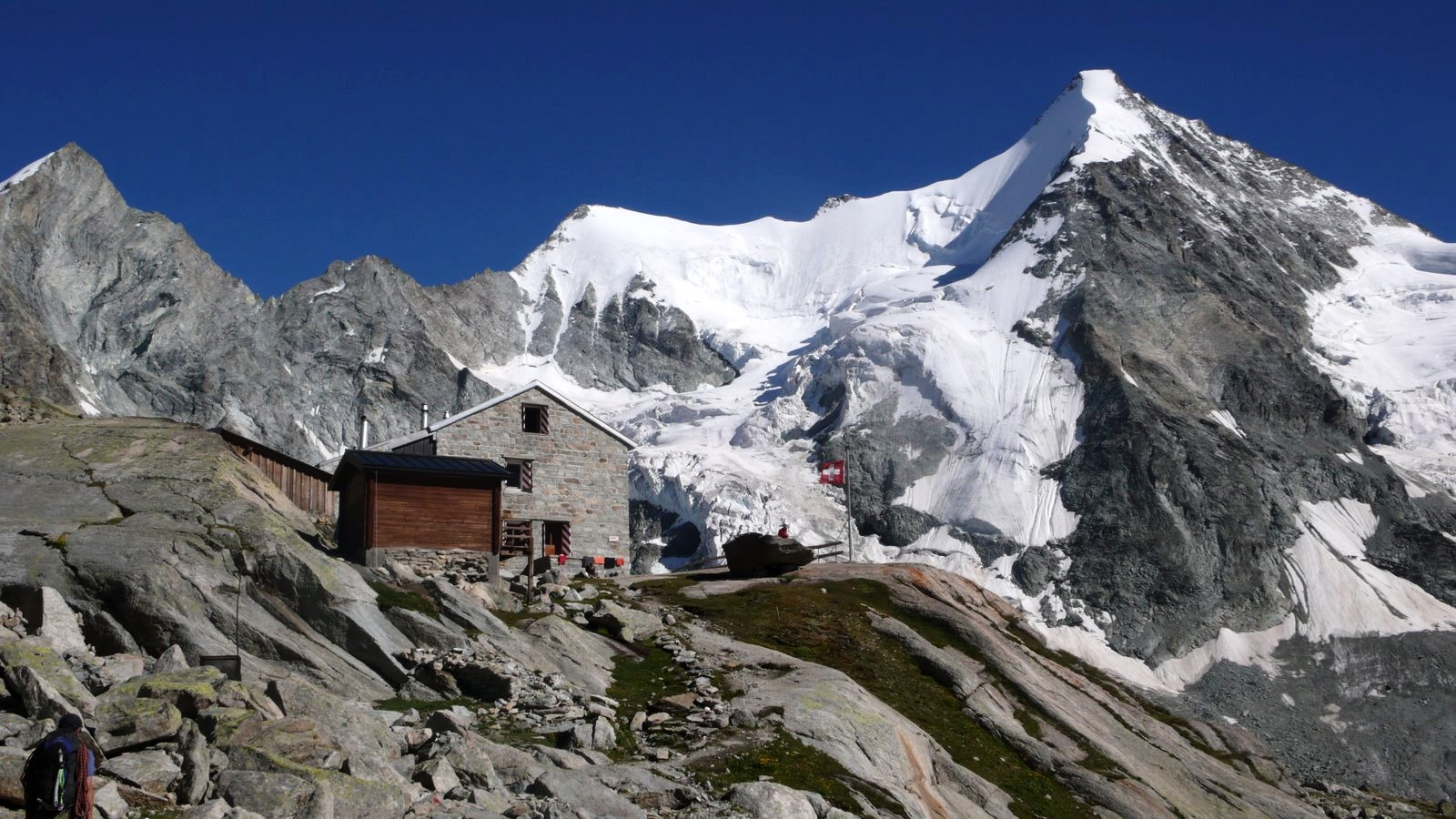
La Cabane du Grand Mountet con sullo sfondo Obergabelhorn.

Per favorire la salita alle montagne della valle e l'escursionismo la vallata è dotata di diversi rifugi alpini:
- Cabane de Tracuit - 3.256 m
- Cabane des Becs de Bosson - 2.985 m
- Cabane du Grand Mountet - 2.886 m
- Cabane de Moiry - 2.825 m
- Cabane d'Arpitettaz - 2.786 m
- Cabane Bella Tola - 2.340 m
- Cabane du Petit Mountet - 2.142 m